# اسکیزی مارس
اسکیزی مارس (به انگلیسی: Skizzy Mars) خواننده سبک هیپ هاپ اهل هارلم ، نیویورک میباشد.
اولین آلبوم چندآهنگه اش "پروژه بادکنک قرمز (The Red Balloon Project) در ۳ فوریه ۲۰۱۵ منتشر شد و رتبه ۴ در آلبوم‌های رپ بیلبورد
را کسب کرد.

## ترانه شناسی
| سال  | عنوان آلبوم       | نوع                  |
| ---- | ----------------- | -------------------- |
| ۲۰۱۶ | به تنهایی با هم   | آلبوم استودیویی      |
| ۲۰۱۵ | پروژه بادکنک قرمز | EP / آلبوم چند آهنگه |
| ۲۰۱۴ | سرعت              | میکس تیپ             |
| ۲۰۱۳ | فازها             | میکس تیپ             |